# Rockweekend
Rockweekend Festival var en svensk hårdrocksfestival som på slutet arrangeras i Söderhamn. Festivalen startades 2008, hölls premiäråret vid Kilafors herrgård i Kilafors söder om Bollnäs och hade därefter varje sommar, fram till dess nedläggning, erbjudit världsartister som Deep Purple, Twisted Sister, Alice Cooper och Chickenfoot blandat med större och mindre svenska band. 
Rockweekend blev 2009 framröstad i Aftonbladet till Sveriges 4:e bästa festival.[källa behövs] Den 15 oktober 2010 begär tidningen Expressen bolaget bakom festivalen i konkurs.

## Festivalens historia
Festivalen startades 2008 i Kilafors och låg då vid Kilafors herrgård, debutåret var dragplåstren Alice Cooper, Europe, Helloween och Thin Lizzy. 2009 utökades festivalen till tre dagar och flyttades till en närliggande åker, festivalen fick bland annat besök av allstar-bandet Chickenfoot som består av Sammy Hagar och Michael Anthony ex. Van Halen, Chad Smith från Red Hot Chili Peppers och gitarrlegenden Joe Satriani. Även band som W.A.S.P., Dimmu Borgir, Queensryche och U.D.O. spelade.
2010 flyttade festivalen till Flygfältet i Mohed utanför Söderhamn och noterade ännu ett publikrekord med band som Tarja, Deep Purple, Twisted Sister, Saxon och Sebastian Bach i täten.

## 2010
År 2010 hölls festivalen 8-10 juli och hade 21000 besökare.
Artister i urval:
- Twisted Sister
- Deep Purple
- Venom
- Saxon
- Sebastian Bach
- Annihilator
- Sepultura
- Kamelot
- Tarja Turunen
- My Dying Bride
- Obituary
- Danger Danger
- (Over the) Rainbow
- Electric Boys
- Abramis Brama
- Paul Di'Anno
- Steel Attack
- Unleashed
- Treat
- Bloodbound
- Bonafide
- Crazy Lixx
- Netherbird
- Surviving The Charade
- Myrah
- Scarpoint

## 2009
År 2009 hölls festivalen 9-11 juli och hade 15000 besökare.
Artister i urval:
- Chickenfoot
- W.A.S.P.
- Dimmu Borgir
- Arch Enemy
- D-A-D
- Dark Funeral
- Testament
- U.D.O.
- Queensryche
- Dia Psalma
- Edguy
- Hot Leg
- LA Guns
- Mustasch
- Napalm Death
- Paradise Lost
- Sator
- Dead by April
- H.E.A.T
- Scar Symmetry
- Crucified Barbara
- Dreamland (svensk musikgrupp)

### Rockweekend On Tour
Rockweekend åkte under våren 2009 ut till 10 platser i Sverige för att promota festivalen. Med sig hade de grupperna: 
- Mustasch
- Dia Psalma
- H.E.A.T
- Dead by April
- Renegade Five

## 2008
År 2008 hölls festivalen 18-19 juli vid Kilafors herrgård och hade 9000 besökare.
- Alice Cooper
- Europe
- Helloween
- Thin Lizzy
- Soilwork
- Crazy Lixx
- Bloodbound
- Entombed
- Mustasch
- Paul Di'Anno
- Sonic Syndicate
- Renegade Five
- Dawn Of Silence
- Lions Share
- Gasoline Queen
- H.E.A.T
- Steel Attack
- Firewind
- Babylon Bombs
- Nightrage

Även ett lokalt band i varje stad spelade.